# Agent Fresco
Agent Fresco er et prisvindende islandsk progressivt rock/metalband med jazz- og funkindflydelse, bestående af forsangeren Arnór Dan Arnársson (tidligere fra det danske progressive-rockband fra Sorø), bassisten Vignir Rafn Hilmarsson, trommeslageren Hrafnkell Örn Guðjónsson, samt Þórarinn Guðnason på guitar og klaver.
Bandet blev dannet i 2008, kun få uger inden "Músíktilraunir" (Det islandske Battle of the Bands), som de vandt. De har desuden vundet ‘bedste guitar’, ‘bedste trommer’ and ‘bedste bas’. Deres første hit var Lightbulb Universe som vandt en ‘Kraumur Award’.
Agent Fresco blev desuden udnævnt til det bedste nye islandske navn til Íslensku Tónlistarverðlaunin i 2009. 
I starten af 2011 udgav Agent Fresco deres første album, A Long Time Listening. 
Bandet udmærker sig med polyrytmik og skæve taktarter, psykedeliske melodier og eksperimenterende vokalteknikker, hvor der blandes både jazz, pop, rock & hardcore genre. 

## Diskografi

### Albums
- 2008: Lightbulb Universe
- 2010: A Long Time Listening
- 2015: Destrier

### Singles
- 2008: "Eyes of a Cloud Catcher"
- 2010: "Translations"
- 2011: "A Long Time Listening"
- 2014: "Dark Water"
- 2015: "See Hell"
- 2015: "Wait For Me"
- 2015: "Howls"

### Numre fra A Long Time Listening
1. "Anemoi" – 3:27
2. "He Is Listening" – 1:05
3. "Eyes of a Cloud Catcher" – 4:51
4. "Silhouette Palette" – 2:59
5. "Of Keen Gaze" – 3:55
6. "Translations" – 4:16
7. "A Long Time Listening" – 7:16
8. "In the Dirtiest Deep of Hope" – 3:23
9. "Yellow Nights" – 2:58
10. "Paused" – 4:15
11. "Implosions" – 4:50
12. "Almost at a Whisper" – 1:22
13. "Pianissimo" – 4:46
14. "One Winter Sailing" – 3:37
15. "Tiger Veil" – 5:14
16. "Above These City Lights" – 4:16
17. "Tempo" – 3:51

## Medlemmer
- Arnór Dan Arnarson – Vokal, Live Percussion, Live Piano
- Þórarinn Guðnason – Guitar / Piano
- Vignir Rafn Hilmarsson – Kontrabas / Bas / Synth / Live Piano
- Hrafnkell Örn Guðjónsson – Percussion / Live Piano

- Wikimedia Commons har flere filer relateret til Agent Fresco